# Chimamanda Ngozi Adichie
Chimamanda Ngozi Adichie (Enugu, 15 de setembro de 1977) é uma feminista e escritora nigeriana. Ela é reconhecida como uma das mais importantes jovens autoras anglófonas de sucesso, atraindo uma nova geração de leitores de literatura africana.
Chimamanda nasceu na Nigéria, no estado de Anambra, mas cresceu na cidade universitária de Nsukka, no sudeste da Nigéria, onde se situa a Universidade da Nigéria. Seu pai, James Nwoye Adichie, era professor de Estatística na universidade. E sua mãe, Grace Ifeoma, foi a primeira mulher a trabalhar como administradora no mesmo local. Chimamanda estudou medicina e farmácia  por um ano e meio na Universidade da Nigéria. Durante este período, ela atuou como editora na revista, The Compass, dirigida pelos alunos de medicina da universidade católica. Ao completar dezenove anos, deixou a Nigéria e se mudou para os Estados Unidos da América para estudar comunicação e ciências políticas, na Universidade Drexel, na Filadélfia. Porém, Chimamanda logo se transferiu para a Universidade de Connecticut para ficar perto de sua irmã. Em 2003, completou seu mestrado em escrita criativa na Universidade Johns Hopkins de Baltimore, e em 2008, recebeu o certificado como mestre de artes em estudos africanos pela Universidade Yale.
Seu primeiro romance, Purple Hibiscus (traduzido como Hibisco Roxo no Brasil e A Cor do Hibisco em Portugal), foi publicado em 2003. O segundo, Half of a Yellow Sun (Meio sol amarelo), assim chamado em homenagem à bandeira da Biafra, retrata o que antecede e o que ocorre durante a guerra de Biafra. Foi publicado pela editora Knopf/Anchor em 2006, e ganhou o Orange Prize na categoria de ficção em 2007. É uma das 100 Mulheres da lista da BBC de 2021. Em 2013, ela publicou seu terceiro romance, Americanah.

## Vida pessoal e formação
Nascida na cidade de Enugu, ela é a quarta de seis filhos de uma família ibo. Criada na cidade universitária de Nsukka, no sudeste da Nigéria, onde se localiza a Universidade da Nigéria. Em que, seu pai James Nwoye Adichie era professor de estatística. Onde também, sua mãe, Graça Ifeoma, foi a primeira administradora do sexo feminino na universidade. A aldeia ancestral de sua família se encontra em Abba, no estado de Anambra.
Adichie estudou medicina e farmácia da Universidade da Nigéria por um ano e meio. Durante este período, ela editou The Compass, uma revista feita pelos estudantes de medicina da universidade católica. Com 19 anos, Adichie deixou a Nigéria e se mudou para os Estados Unidos para estudar comunicação e ciências políticas na Universidade de Drexel, na Filadélfia, foi transferida para Eastern Connecticut State University para viver mais perto de sua irmã, que possuía um consultório médico em Coventry. Ela recebeu um diploma de bacharel de Leste, onde se formou summa cum laude em 2001. Em 2003, Chimamanda completou seu mestrado em escrita criativa na Universidade Johns Hopkins. Em 2008, recebeu a titulação de Mestre de Artes em Estudos Africanos pela Universidade de Yale. Adichie foi bolsista de Hodder na Universidade de Princeton, durante o ano acadêmico de 2005-06 . Em 2008, ela foi premiada com uma MacArthur Fellowship. Ela também foi premiada com uma bolsa em 2011-12 pelo Instituto Radcliffe de Estudos Avançados da Universidade de Harvard.
Adichie divide seu tempo entre a Nigéria, onde ensina em oficinas de escrita, e os Estados Unidos . Ela foi a primeira mulher a ser Chefe da Administração da Universidade da Nigéria. Em 2016, foi conferido à ela uma certificação com honras, como Doutora em Humanidades, pela Universidade de Johns Hopkins. Em 2017, ela recebeu o mesmo tipo de certificação das Universidades de Haverford College e de Edimburgo. E, em 2018 pela faculdade de Amherst. Adichie é casada com um médico nigeriano que atua na profissão nos Estados Unidos, filho de um médico que é amigo de sua família. Também possui uma filha.

## Carreira como escritora

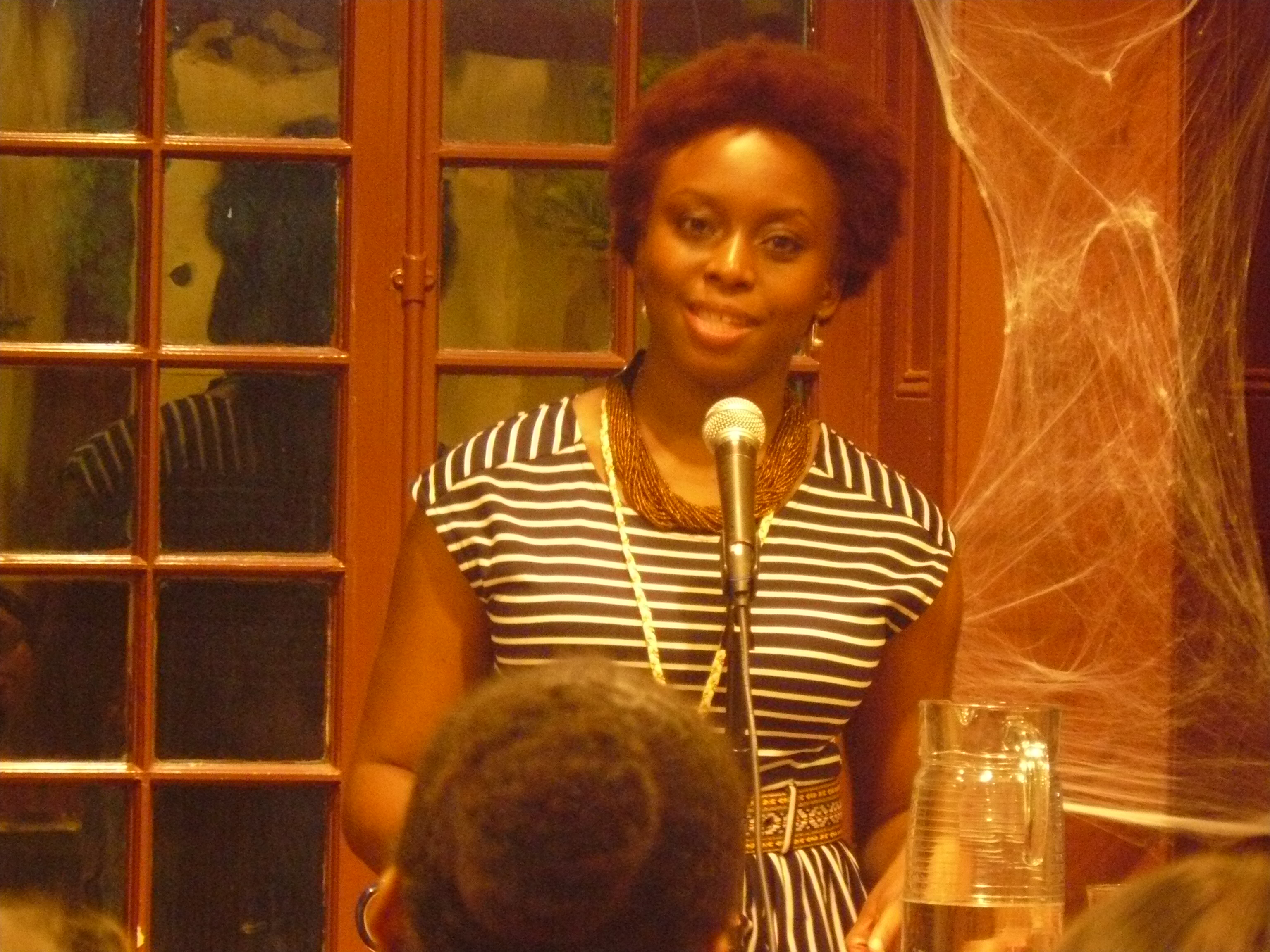
Chimamanda em 2010

Adichie publicou uma coletânea de poemas em 1997 (Decisions) e uma peça (For Love of Biafra) em 1998. Ela foi indicada em 2002 para o Prêmio Caine com o conto "You in America".
Em 2003, sua história "That Harmattan Morning" foi selecionada como vencedora conjunta do prêmio BBC Short Story Awards, e ela ganhou o prêmio O. Henry para "The American Embassy". Ela também ganhou o David T. Wong Prêmio Internacional de Contos 2002/2003 (PEN Centro Award) e um Prêmio Beyond Margins por seu conto "A metade de um sol amarelo" de 2007.
Seu primeiro romance, Purple Hibiscus (2003), recebeu grande aclamação da crítica; foi indicado para o Orange Prize para Ficção (2004) e recebeu o Prêmio Commonwealth Writers como Melhor Primeiro Livro (2005).
Seu segundo romance, Half off a Yellow Sun (Meio sol amarelo), nomeado em homenagem a bandeira da nação de Biafra, se passa antes e durante a Guerra de Biafra. Foi premiado com o Orange Prize de 2007 na categoria de Ficção. Half off a Yellow Sun também foi adaptado para um filme de mesmo título, dirigido por Biyi Bandele, estrelado pelo ator indicado ao Oscar, Chiwetel Ejiofor e por Thandie Newton, e foi lançado em 2014.
Seu terceiro livro, The Thing Around Your Neck (No seu pescoço) - 2009, é uma coleção de histórias curtas.
Em 2010, ela entrou na lista dos 20 autores de ficção mais influentes com menos de 40 anos."Ceiling", foi incluída na edição do The Best American Short Stories 2011.Em 2013 ela publicou seu quarto romance, "Americanah" que foi selecionado pelo New York Times como um dos 10 Melhores Livros de 2013.
Em abril de 2014, ela foi nomeada entre um dos 39 escritores mais importantes, com idade inferior a 40 anos, no projeto Festival Hay e Rainbow Book Club.

Seu livro mais recente, Para educar crianças feministas, publicado em março de 2017, a origem desta obra se baseia em uma carta escrita para uma amiga que havia pedido seu conselho de como educar sua filha como feminista.
"Escolher escrever é rejeitar o silêncio."

## Palestras

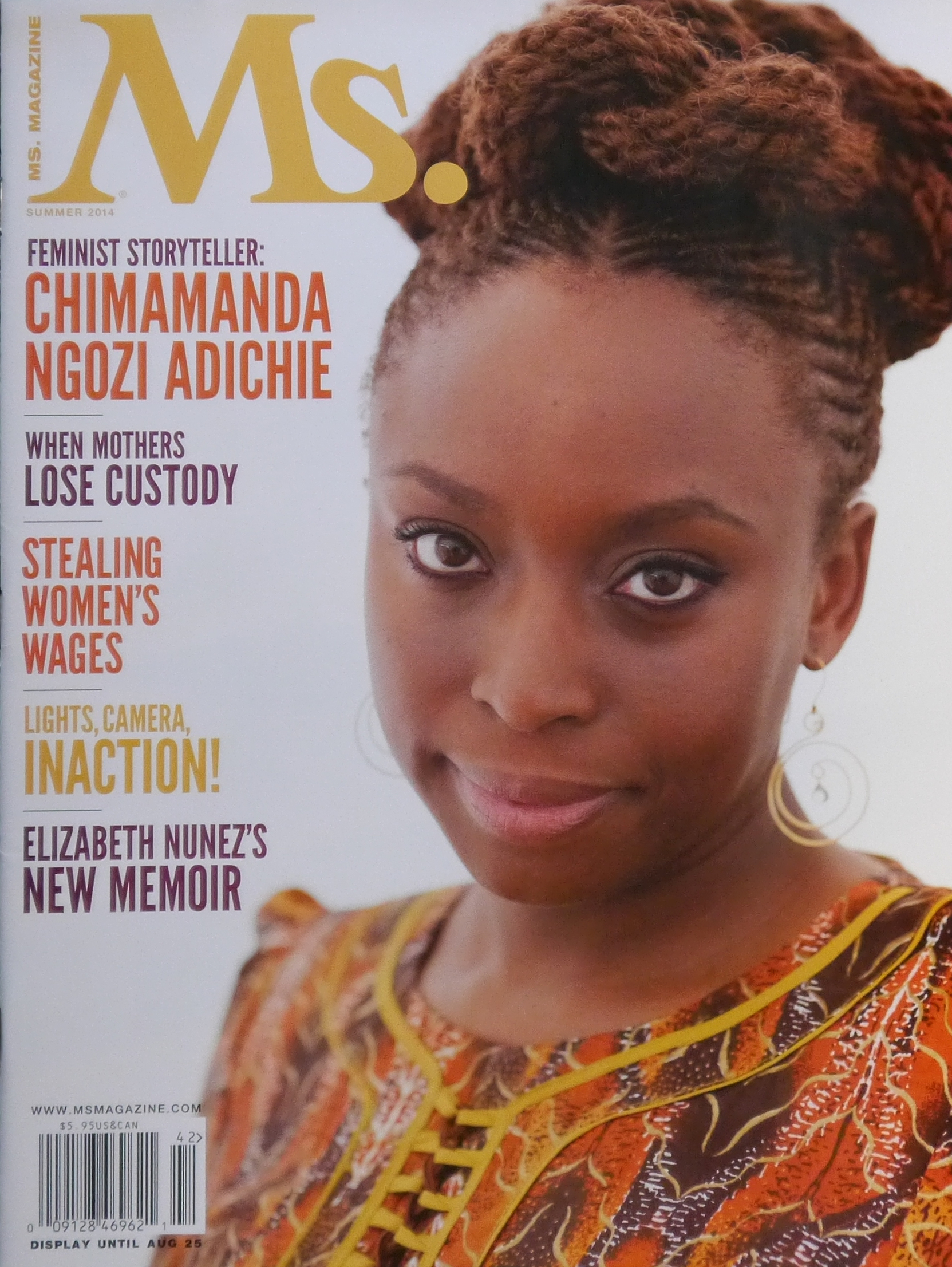
Adichie, 2014.

Adichie falou sobre  "O perigo das histórias únicas" no TED em 2009. Em março de 2012, ela realizou a palestra "Conectando Culturas"  no evento Commonwealth Lecture 2012 at the Guildhall, em Londres. Adichie realizou ainda em 2012 uma palestra feminista no TEDxEuston intitulada, "Sejamos todos feministas". Seu discurso se tornou um livro que levou o mesmo nome, em 2014.

### We should all be Feminists— Sejamos todos feministas
We Should all be Feminists  foi um discurso feito no TED talk that por Adichie em 2012.
Ela compartilhou sua experiência como uma africana feminista, e sua visão sobre construção de gênero e sexualidade.
″Eu estou com raiva. A construção de gênero do modo como funciona atualmente é gravemente injustiçada. Todos nós deveríamos estar com raiva. Esse sentimento, a raiva, é importante historicamente para as transformações sociais positivas, mas além de estar com raiva eu também estou esperançosa porque eu acredito profundamente na habilidade dos seres humanos de se reinventarem e se tornarem melhores".
Várias partes do discurso de Adichie foram incorporados na música Flawless, de Beyoncé, em Dezembro de 2013, ganhando assim uma maior notoriedade. Chimamanda comentou sobre isso em uma entrevista com a NPR.org, e acredita que é ótimo que os jovens comecem a falar sobre o feminismo.

### Freedom of Speech — Liberdade de Expressão
Em novembro de 2022 Chimamanda participou da série de palestras anuais Reith Lectures, promovidas pela BBC, em que revela sua preocupação em relação ao impacto da cultura do cancelamento na liberdade de expressão e em particular na produção literária e intelectual, chegando a se referir a uma epidemia de auto-censura.

## Posições

### Direitos Trans
Adichie foi acusada desde 2017, por diversas vezes, de transfobia. Inicialmente por dizer que "meu sentimento é que mulheres trans são mulheres trans", em uma entrevista que foi ao ar no Channel 4 na Grã-Bretanha. Em 2020, ela foi acusada novamente quando apoiou um artigo de J. K. Rowling sobre gênero e sexualidade, o caracterizando como "perfeitamente razoável" em uma entrevista ao jornal britânico The Guardian. Em 2022, em outra entrevista ao The Guardian, ela disse "Então se alguém que parece com meu irmão falar 'Sou uma mulher', e entra num banheiro feminino, e uma mulher responde, 'Você não deveria estar aqui', e ela é transfóbica?". Como resposta, ela recebeu diversas críticas de africanos e não africanos, incluindo acadêmicos da África do Sul, como Cheryl Stobie da Universidade de KwaZulu-Natal, Pietermaritzburg, que afirmou que Adichie tem uma "conceitualização exclusionária de gênero", assim como B. Camminga, da Universidade do Witwatersrand, que criticou Adichie por não seguir seu próprio conselho na palestra "O Perigo de Uma História Única" por contar uma "única história da existência trans".

## Obras

### Livros
| Ano  | Título Original                                               | No Brasil                                      | Em Portugal                    | ISBN              | Adaptado |
| ---- | ------------------------------------------------------------- | ---------------------------------------------- | ------------------------------ | ----------------- | -------- |
| 2003 | Purple Hibiscus                                               | Hibisco Roxo                                   | A Cor de Hibisco               | 978-1-61620-242-2 | Não      |
| 2006 | Half of a Yellow Sun                                          | Meio Sol Amarelo                               | Meio Sol Amarelo               | 978-0-00-720028-3 | Sim      |
| 2009 | The Thing Around Your Neck                                    | No Seu Pescoço                                 | A Coisa a Volta do Teu Pescoço | 978-0-307-37523-0 | Não      |
| 2013 | Americanah                                                    | Americanah                                     | Americanah                     | 978-0-307-96212-6 | Não      |
| 2014 | We Should All Be Feminists                                    | Sejamos Todos Feministas                       | Todos Devemos Ser Feministas   | 978-0-00-811527-2 | Não      |
| 2017 | Dear Ijeawele, or A Feminist Manifesto in Fifteen Suggestions | Para Educar Crianças Feministas – Um Manifesto | —                              | 978-1524733131    | Não      |

### Contos
| Ano  | Título                                 | Jornal de Publicação                  |
| ---- | -------------------------------------- | ------------------------------------- |
| 2013 | "Checking out"                         | «Ler». The New Yorker. 89 (5): 66–73  |
| 2015 | "Apollo"                               | «Ler». The New Yorker. 91 (8): 64–69  |
| 2016 | "The Arrangements’: A Work of Fiction" | «Ler». The New York Times Book Review |